# Arthur Wieferich
Arthur Josef Alwin Wieferich (* 27. April 1884 in Münster; † 15. September 1954 in Meppen) war ein deutscher Mathematiker, der während des Studiums wichtige Arbeiten über Zahlentheorie publizierte.

## Leben
Wieferich war der Sohn eines Geschäftsmannes. Von 1903 bis 1909 studierte er an der Westfälischen Wilhelms-Universität in Münster. Vermutlich inspirierte ihn eine Vorlesung von Max Dehn im Jahre 1907 über Zahlentheorie zu weiteren Untersuchungen auf diesem Gebiet. In die Zeit des Studiums fielen seine fünf mathematischen Veröffentlichungen.
Nach dem Studium unterrichtete er als Schullehrer in Konitz (damals Polen), Elbing (Westpreußen), Zoppot (Ostsee, heute Polen), Neustadt, Jülich, Stade und schließlich Meppen. Gleichzeitig war er von 1909 bis 1929 Mitglied der Deutschen Mathematiker-Vereinigung (DMV). Er heiratete 1916; seine Ehe blieb kinderlos. In Meppen wurde er in der Zeit der Nationalsozialisten zum Direktor des Gymnasiums ernannt, um es auf Parteikurs zu bringen. Nach dem Kriege wurde er wegen seiner nationalsozialistischen Vergangenheit von diesem Amt suspendiert und verdiente von 1945 bis 1949 („Entnazifizierungs“-Zeit) seinen Lebensunterhalt als Privatlehrer.

## Werk
Wieferich bewies u. a., dass falls Fermats Theorem für eine Primzahl p und ganze Zahlen prim zu p erfüllt ist, diese Primzahl p eine "Wieferich-Primzahl" ist, d. h. {\displaystyle p^{2}} teilt {\displaystyle 2^{(p-1)}-1} (dass p diesen Ausdruck teilt, besagt schon der elementare "kleine fermatsche Satz"). Dmitry Mirimanoff zeigte, dass ein entsprechender Satz gilt, wenn man 2 durch 3 ersetzt (Kriterien von Wieferich und Mirimanoff). Es sind bisher nur zwei Wieferich-Primzahlen – 1093 und 3511 – bekannt, und die Suche nach solchen Zahlen hat sich zu einem Sport mit Hochleistungsrechnern entwickelt.
Sein Satz aus der additiven Zahlentheorie über die Darstellung jeder ganzen Zahl aus maximal 9 (positiven) Kuben erlangte die Bewunderung des damaligen Experten auf diesem Gebiet, Edmund Landau in Göttingen. Eine Lücke (Wieferich bewies den Satz nur ab einer gewissen Grenze) in dem Beweis wurde von Aubrey J. Kempner in seiner Dissertation korrigiert, eine weitere Vereinfachung gibt B. Scholz.

## Schriften
- Beweis des Satzes, daß sich eine jede ganze Zahl als Summe von höchstens neun positiven Kuben darstellen lässt. Math. Ann. Bd. 66, 1908, S. 95–101
- Über die Darstellung der Zahlen als Summen von Biquadraten. Math. Annalen Bd. 66, 1908, S. 106–108
- Zur Darstellung der Zahlen als Summen von fünften und siebenten Potenzen positiver ganzer Zahlen. Math. Ann. Bd. 67 (1909) S. 61–75
- Zum letzten Fermatschen Theorem. Journal für reine und angewandte Math. Bd. 136, 1909, S. 293–302

In diesem Artikel führt er die nach ihm benannten Wieferich-Primzahlen ein.
- Zur Dreiecksgeometrie. Journal für reine und angewandte Math. Bd. 136, 1909, S. 303–305